# Oi u luzi chervona kalyna
«Oh, el viburnum rojo en el prado» (en ucraniano: Ой у лузі червона калина, romanizado: Oi u luzi chervona kalyna) es una canción folclórica de Ucrania. Fue escrita por el poeta Stepan Charnestky para honrar a los fusileros de Sich, una unidad militar ucraniana que luchó en la Primera Guerra Mundial. El viburnum rojo o baya kalyna a la que se hace referencia en el título y letra de la canción es un símbolo nacional de Ucrania, que representa las raíces de la sangre y la conexión con la patria.

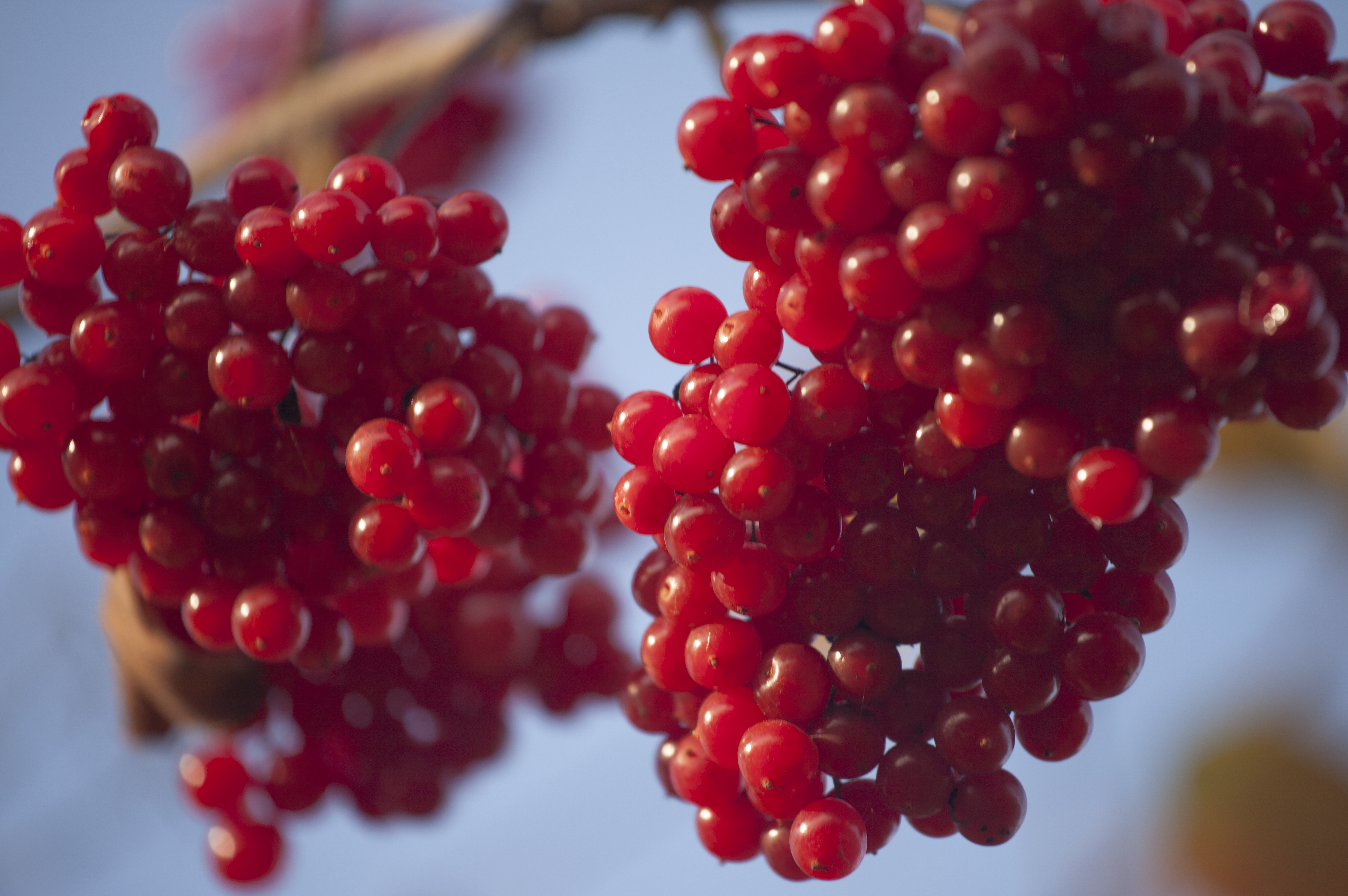
Bayas rojas de Viburnum

Aunque escrito a principios del siglo XX, «Oh, el viburnum rojo en el prado» (en inglés: Oh, The Red Viburnum In The Meadow) se popularizó a nivel global en 2022 cuando el cantante ucraniano Andriy Jlyvnyuk (BoomBox) grabó una versión a capela vestido con el uniforme de la resistencia ucraniana. La interpretación tuvo lugar el 27 de febrero de ese año en la plaza Sofía de Kiev mientras el país era invadido por Rusia.
La versión de Andriy Jlyvnyuk se viralizó en redes sociales y días después el músico sudafricano The Kiffness la incluyó en un remix que alcanzó más de 5 millones de visitas en el primer mes solo en el portal oficial del artista en Youtube. Las regalías obtenidas fueron destinadas a la adquisición de ayuda humanitaria para la población ucraniana.
Días después, en abril de 2022, el compositor David Gilmour convocó a una sesión de grabación al baterista de Pink Floyd, Nick Mason, el bajista Guy Pratt, y al productor y tecladista Nitin Sawhney. Tras 28 años de su última grabación de estudio, Pink Floyd publicó la canción «Hey, Hey, Rise Up!» que utiliza un fraseo de la interpretación de «Oh, el viburnum rojo en el prado» de Jlyvnyuk como pista vocal del tema.